# Vražići (Federacja Bośni i Hercegowiny)
Vražići – wieś w Bośni i Hercegowinie, w Federacji Bośni i Hercegowiny, w kantonie tuzlańskim, w gminie Čelić. W 2013 roku liczyła 1256 mieszkańców, z czego większość stanowili Boszniacy.